# Overschild-Tetjehorn
Overschild-Tetjehorn is een voormalig waterschap in de Nederlandse provincie Groningen.
Het waterschap is ontstaan uit een fusie van Overschild en de Tetjehornderpolder. Het lag ten zuiden van het Eemskanaal, tussen dit kanaal en het Schildmeer. Het schap had twee gemalen die beide uitsloegen op het Afwateringskanaal van Duurswold.
Waterstaatkundig gezien ligt het gebied sinds 2000 binnen dat van het waterschap Hunze en Aa's.

## De Blauwe Molen

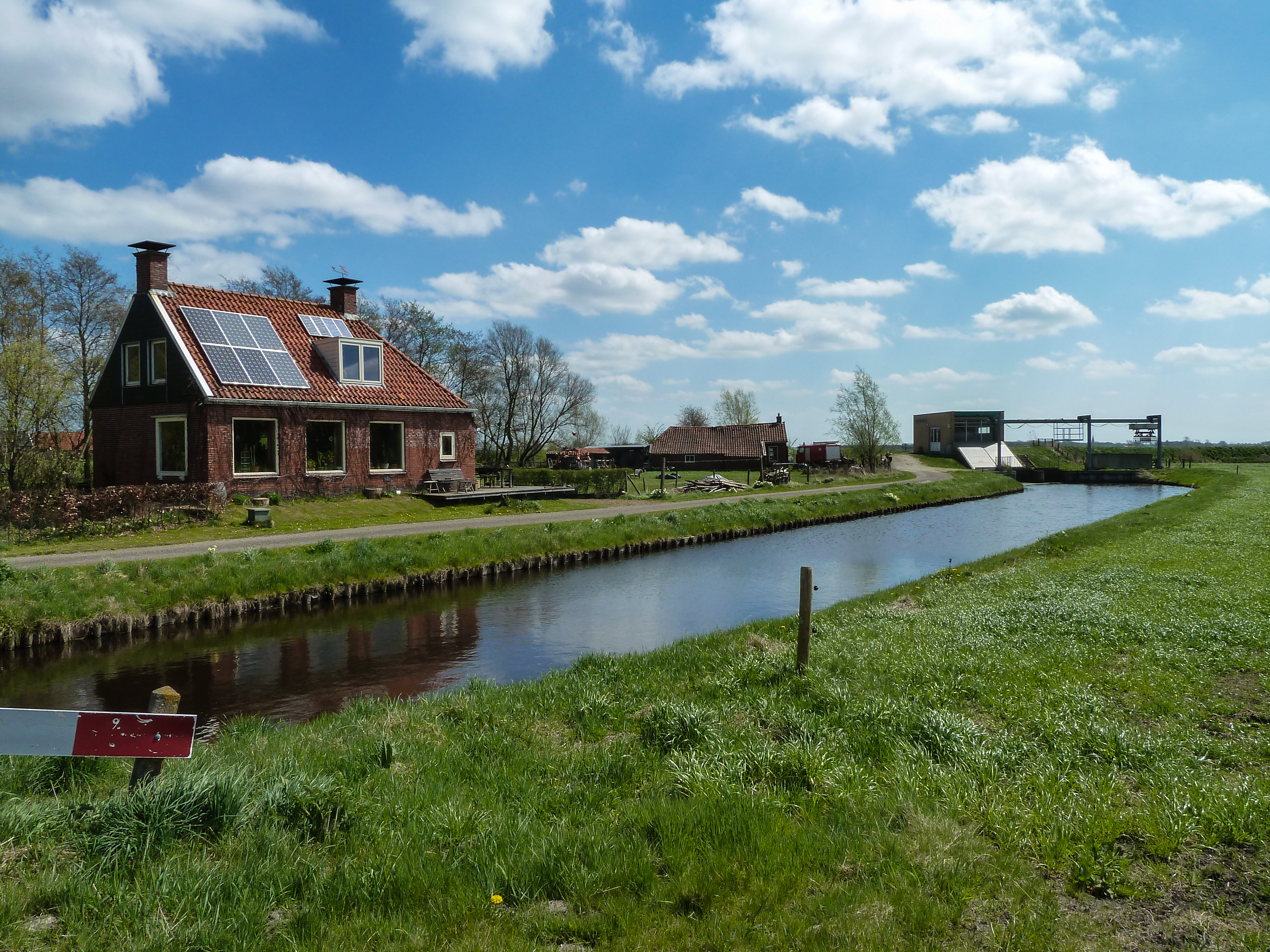
gemaal De Blauwe Molen

Het gemaal de Blauwe Molen werd in de jaren 1970 gebouwd ter vervanging van een oliegemaal uit 1948, dat weer werd gebouwd ter vervanging van windmolen De Blauwe Molen (1872-1951). Het gemaal staat aan het Afwateringskanaal ten westzuidwesten van De Paauwen.